# Quitina

Quitobiosa, un disacárido de la N-acetilglucosamina (monómero de la quitina)

Molécula de celulosa

Molécula de quitina

Molécula de quitosano

La quitina (del griego: χιτών, quitón o túnica) es un carbohidrato que forma parte de las paredes celulares de los hongos, del resistente exoesqueleto de los artrópodos y algunos órganos de otros animales como las quetas de anélidos o los perisarcos de cnidarios. La primera persona que consiguió describir correctamente su estructura química fue Albert Hofmann. 
La quitina es un polisacárido compuesto de unidades de N-acetilglucosamina (exactamente, N-acetil-D-glucos-2-amina). Estas están unidas entre sí con enlaces β-1,4, de la misma forma que las unidades de glucosa componen la celulosa. Así, puede pensarse en la quitina como en celulosa con el grupo hidroxilo de cada monómero reemplazado por un grupo de acetilamina. Esto permite un incremento de los enlaces de hidrógeno con los polímeros adyacentes, dándole al material una mayor resistencia.
Es el segundo polímero natural más abundante después de la celulosa. Es usada como agente floculante para tratamiento de agua, como agente para curar heridas, como espesante y estabilizador en alimentos y medicamentos, como resina de intercambio iónico. Es altamente insoluble en agua y en solventes orgánicos debido a los enlaces de hidrógeno que presenta la molécula. La quitina se vuelve soluble en ácidos inorgánicos diluidos cuando pierde el acetilo del grupo acetilamino, convirtiéndose en quitosano.
La quitina no forma sin embargo parte de las conchas de los moluscos gasterópodos. Estas están formadas por una combinación de nácar, conquiolina, aragonito y carbonato de calcio.

## Etimología
La palabra quitina deriva de la palabra griega χιτών (khitōn) que significa cubierta.

## Aspectos químicos, propiedades físicas y función biológica

Configuraciones químicas de los diferentes monosacáridos (glucosa y N-acetilglucosamina) y polisacáridos (quitina y celulosa) presentados en proyección de Haworth.

La estructura de la quitina fue determinada por Albert Hofmann en 1929. Hofmann hidrolizó la quitina utilizando una preparación cruda de la enzima quitinasa, que obtuvo del caracol Helix pomatia.
La quitina es un polisacárido modificado que contiene nitrógeno; se sintetiza a partir de unidades de N-acetil-D-glucosamina (concretamente, 2-(acetilamino)-2-desoxi-D-glucosa). Estas unidades forman enlaces covalentes β-(1→4) (como los enlaces entre unidades de glucosa que forman celulosa). Por lo tanto, la quitina puede describirse como celulosa con un grupo hidroxilo en cada monómero reemplazado por un grupo acetilamina. Esto permite un aumento de los enlaces de hidrógeno entre polímeros adyacentes, dando a la matriz de quitina-polímero una mayor resistencia.

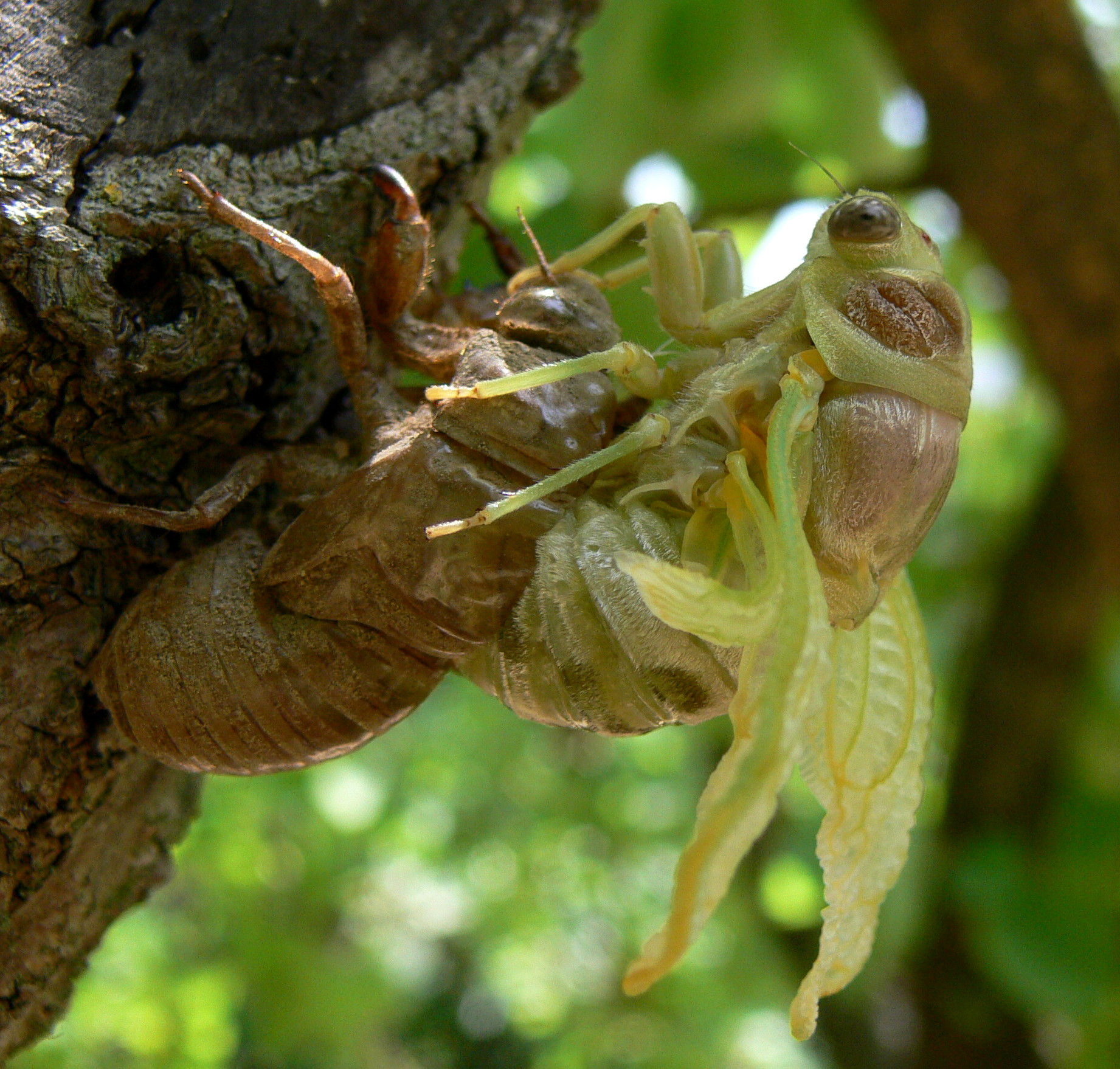
Una cigarra emerge de su exoesqueleto ninfal quitinoso.

En su forma pura y sin modificar, la quitina es translúcida, flexible y bastante resistente. Sin embargo, en la mayoría de los artrópodos suele estar modificado y se presenta en gran medida como componente de materiales compuestos, como la esclerotina, una matriz proteica tostada que forma gran parte del exoesqueleto de los insectos. Combinada con carbonato de calcio, como en los caparazones de crustáceos y moluscos, la quitina produce un compuesto mucho más fuerte. Este material compuesto es mucho más duro y rígido que la quitina pura, y es más duro y menos quebradizo que el carbonato de calcio puro. Otra diferencia entre las formas puras y compuestas se puede ver comparando la pared corporal flexible de una oruga (principalmente quitina) con el élitro rígido y liviano de un escarabajo (que contiene una gran proporción de esclerotina)..
En las escamas de las alas de las mariposas, la quitina está organizada en pilas de giroides construidos con cristales fotónicos de quitina que producen varios colores iridiscentes que sirven de señalización y comunicación fenotípica para el apareamiento y la búsqueda de alimento. La elaborada construcción de quitina giroide en las alas de las mariposas crea un modelo de dispositivos ópticos con potencial para innovaciones en biomímesis. Los escarabajos del género Cyphochilus también utilizan quitina para formar escamas extremadamente delgadas (de cinco a quince micrómetros de espesor) que reflejan de manera difusa la luz blanca. Estas escamas son redes de filamentos de quitina ordenados aleatoriamente con diámetros del orden de cientos de nanómetros, que sirven para dispersar la luz. Se cree que la dispersión múltiple de la luz influye en la inusual blancura de las escamas. Además, algunas avispas sociales, como Protopolybia chartergoides, secretan por vía oral material que contiene predominantemente quitina para reforzar las envolturas exteriores del nido, compuestas de papel.
El quitosano se produce comercialmente mediante la desacetilación de la quitina; El quitosano es soluble en agua, mientras que la quitina no lo es.
Se han fabricado nanofibrillas utilizando quitina y quitosano.

### Humanos y otros mamíferos
Los humanos y otros mamíferos tienen quitinasa y proteínas similares a quitinasas que pueden degradar la quitina; también poseen varios receptores inmunitarios que pueden reconocer la quitina y sus productos de degradación, iniciando una respuesta inmunitaria.
La quitina se detecta principalmente en los pulmones o el tracto gastrointestinal, donde puede activar el sistema inmunológico innato a través de eosinófilos o macrófagos, así como una respuesta inmune adaptativa a través de células T colaboradoras. Los queratinocitos de la piel también pueden reaccionar a la quitina o a fragmentos de quitina.

### Plantas
Las plantas también tienen receptores que pueden causar una respuesta a la quitina, a saber, el receptor quinasa 1 del elicitor de quitina y la proteína de unión al elicitor de quitina. El primer receptor de quitina se clonó en 2006. Cuando los receptores son activados por la quitina, se expresan genes relacionados con la defensa de las plantas y se activan las hormonas jasmonato, que a su vez activan las defensas sistemáticas. Los hongos comensales tienen formas de interactuar con la respuesta inmune del huésped que, en 2016, no se entendían bien.
Algunos patógenos producen proteínas de unión a quitina que enmascaran la quitina que desprenden de estos receptores. Zymoseptoria tritici es un ejemplo de un patógeno fúngico que tiene tales proteínas bloqueadoras; es una plaga importante en los cultivos de trigo.

## Historia
La quitina fue aislada por primera vez en 1811 por Braconnot de algunos hongos superiores (Fungi) como una fracción resistente al álcali y lo llamó fungina. En 1823 Auguste Odier aisló un residuo insoluble a soluciones de KOH del élitro de un escarabajo y le dio el nombre de quitina, del griego chiton, túnica o cobertura. Odier identificó la quitina del caparazón desmineralizado del cangrejo y sugirió que es el material base del exoesqueleto de todos los insectos y posiblemente de los arácnidos.
La primera persona que consiguió describir correctamente su estructura química fue Albert Hofmann, en 1929.

## Síntesis
La quitina se sintetiza en el organismo a partir de glucosa con la ayuda de algunas enzimas entre ellas la quitina sintetasa. La hidrólisis enzimática de la quitina a acetilglucosamina se realiza por un sistema consistente de dos hidrolasas: quitinasa y quitobiasa. Las quitinasas son enzimas ampliamente distribuidas y son sintetizadas por bacterias, hongos y glándulas digestivas de los animales cuya dieta incluye quitina.

## Ubicación
Por mucho, la forma más abundante y la más extensamente investigada es la α-quitina que se encuentra en la cutícula de los artrópodos y en ciertos hongos. La β-quitina se encuentra en el calamar y existe como un hidrato cristalino de baja estabilidad ya que el agua puede penetrar entre las cadenas de las capas. La quitina se encuentra en los capullos de los escarabajos.
La conformación de la α-quitina es una celda ortorrómbica (a = 4,74 Å, b = 18,86 Å y c = 10,31 Å.

## Obtención industrial

### Proceso químico
La α-quitina se obtiene comercialmente del exoesqueleto de cangrejos y camarones. El exoesqueleto tiene como componentes principales quitina, carbonato de calcio y proteínas.  También contiene pigmentos y grasa en pequeñas cantidades. La quitina es muy estable a los ácidos y álcalis y no es soluble en disolventes ordinarios. Por lo tanto, se puede aislar como un producto que permanece después de la descomposición con ácido y álcali de las otras sustancias presentes en el exoesqueleto.
El exoesqueleto primero se limpia y trata con ácido para remover el carbonato de calcio. Para la desmineralización generalmente se utiliza HCl, HNO3, H2SO4, CH3COOH o HCOOH, pero el HCl es el preferido y se usa en concentraciones entre 0.3 y 2 M durante 1-48 h a temperaturas que varían de 0 a 100 °C. El HCl durante el proceso también disminuye el peso molecular de la quitina. El exoesqueleto descalcificado se corta en pequeños pedazos o se pulveriza y se desproteiniza con tratamientos alcalinos. La solución alcalina penetra en los intersticios de la matriz del caparazón para romper el enlace entre las proteínas y la quitina. Típicamente se trata con soluciones acuosas de NaOH 1-2 M durante 1-72 h a temperaturas que varían de 65 a 100 °C. La quitina se obtiene como un polvo blanquecino. El tratamiento alcalino, además, produce desacetilación en la molécula de quitina.También se pueden utilizar métodos complementarios al tratamiento ácido-base. Por ejemplo, la degradación enzimática de las proteínas con proteasas en condiciones suaves. Sin embargo, después del tratamiento permanece proteína residual entre 1 a 7% y el tiempo de reacción es más largo comparado con el método químico.

### Proceso biotecnológico
Otro método de obtención es un proceso biotecnológico por medio del uso de microorganismos, los cuales se emplean como cultivo inicial, y de enzimas encargadas de purificar las proteínas y minerales del exoesqueleto de los crustáceos. El cultivo inicial también sirve como conservador, ya que evita la putrefacción del exoesqueleto.
A este proceso se le han identificado dos ventajas notables en comparación al proceso químico tradicional:
- Usa 50% menos de agua, ya que aprovecha la humedad natural de los desechos crustáceos.
- Reduce el uso de productos químicos considerados agresivos, lo que permite obtener productos finales con pocas impurezas.

Este método permite también la obtención de otros subproductos: proteína, astaxantina y calcio, los cuales no pueden ser obtenidos por el proceso químico o son obtenidos con altos niveles de impureza, debido a su alto nivel de corrosión.

## Investigación
La forma en que la quitina interactúa con el sistema inmunitario de las plantas y los animales ha sido un área activa de investigación, incluida la identidad de los receptores clave con los que interactúa la quitina, si el tamaño de las partículas de quitina es relevante para el tipo de respuesta inmunitaria desencadenada y los mecanismos mediante los cuales responde el sistema inmunitario. La quitina y el quitosano se han explorado como un adyuvante de vacunas debido a su capacidad para estimular una respuesta inmunitaria.
La quitina y el quitosano están en desarrollo como tejidos en estudios sobre cómo crece el tejido y cómo se curan las heridas, y en esfuerzos para inventar mejores vendajes, vendajes quirúrgicos, y materiales para alotrasplante. Las suturas hechas de quitina se han explorado durante muchos años, pero en 2015, ninguno estaba en el mercado; su falta de elasticidad y problemas para hacer hilo han impedido su desarrollo comercial.
En 2014, se introdujo un método para usar quitosano como una forma reproducible de plástico biodegradable. Las nanofibras de quitina se extraen de los desechos de crustáceos y hongos para el posible desarrollo de productos en la ingeniería de tejidos, la medicina y la industria.
En 2020, se propuso el uso de quitina en la construcción de estructuras, herramientas y otros objetos sólidos a partir de un material compuesto de quitina combinado con regolito marciano. En este escenario, los biopolímeros en la quitina actúan como el aglutinante para el agregado del regolito para formar un material compuesto parecido al hormigón. Los autores creen que los materiales de desecho de la producción de alimentos (por ejemplo, escamas de pescado, exoesqueletos de crustáceos e insectos, etc.) podrían utilizarse como materia prima para los procesos de fabricación.